# Lindera kwangtungensis
Lindera kwangtungensis là loài thực vật có hoa trong họ Nguyệt quế. Loài này được (H. Liu) C.K. Allen miêu tả khoa học đầu tiên năm 1941.